# 滋賀県立彦根翔西館高等学校
滋賀県立彦根翔西館高等学校（しがけんりつ ひこねしょうせいかんこうとうがっこう）とは、滋賀県彦根市に所在する公立高等学校である。全日制総合学科を設置する。

## 沿革
- 2016年（平成28年）4月 - 滋賀県立彦根西高等学校と滋賀県立彦根翔陽高等学校の統合により、彦根翔陽高等学校の同一地に開校[1][2]。

## 設置学科
- 総合学科
  - 探求（普通）系列
  - スポーツ科学系列
  - 家庭科学系列[注釈 1]
  - 会計ビジネス系列[注釈 2]
  - 情報システム系列

## 最寄り駅
- 近江鉄道彦根口駅 下車 徒歩約1分